# Emily Taft Douglas

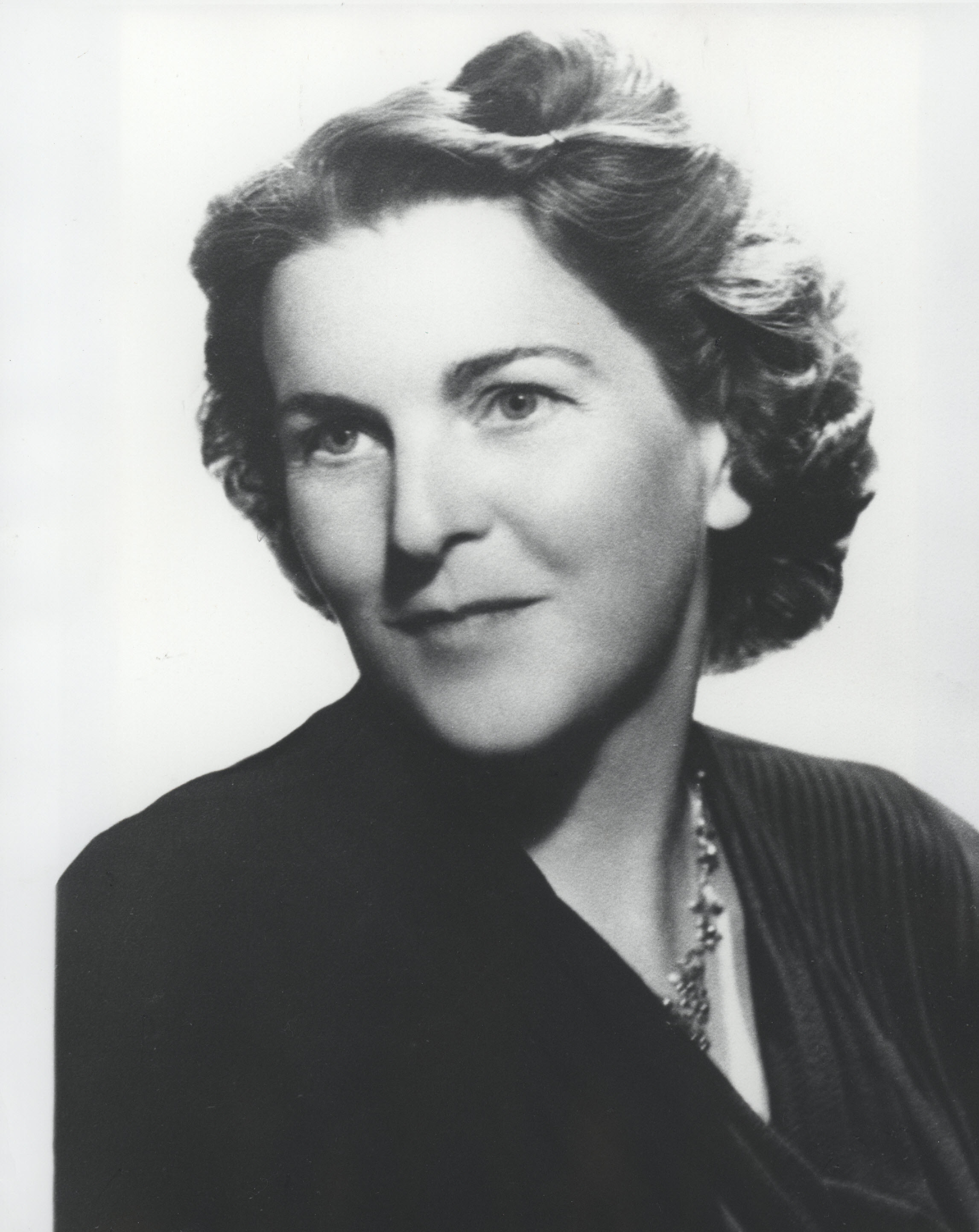
Emily Taft Douglas

Emily Taft Douglas (* 10. April 1899 in Chicago, Illinois; † 28. Januar 1994 in White Plains, New York) war eine US-amerikanische Politikerin. Zwischen 1945 und 1947 vertrat sie den Bundesstaat Illinois im US-Repräsentantenhaus.

## Leben
Emily Taft, so ihr Geburtsname, war die Tochter des Bildhauers und Schriftstellers Lorado Taft. Sie studierte bis 1919 an der University of Chicago. Danach war sie zwei Jahre lang als Schauspielerin tätig. Politisch schloss sie sich bereits in ihrer Jugend aus Begeisterung über Präsident Woodrow Wilson und dessen Plan für einen Völkerbund dessen Demokratischer Partei an. Im Jahr 1924 wurde sie Mitglied der League of Women Voters an. Im Jahr 1931 heiratete sie den späteren US-Senator Paul Douglas. Nach einem Italienbesuch im Jahr 1935 erkannte das Paar die vom Faschismus ausgehende Gefahr. Seither engagierten sie sich intensiv in der Politik zur Bekämpfung dieser Bedrohung. Ihr Mann nahm aktiv am Zweiten Weltkrieg teil.
Bei den Kongresswahlen des Jahres 1944 wurde Emily Douglas im 26. Wahlbezirk von Illinois in das US-Repräsentantenhaus in Washington, D.C. gewählt, wo sie am 3. Januar 1945 die Nachfolge von Stephen A. Day antrat. Da sie im Jahr 1946 nicht bestätigt wurde, konnte sie bis zum 3. Januar 1947 nur eine Legislaturperiode im Kongress absolvieren. Während dieser Zeit endete der Zweite Weltkrieg.
Im Jahr 1950 fungierte Emily Douglas als US-Vertreterin bei der UNESCO. Sie war auch Autorin einiger Bücher. Nach dem Ende ihrer Zeit im US-Repräsentantenhaus ist sie politisch nicht mehr in Erscheinung getreten. Sie starb am 28. Januar 1994 in White Plains.